# Georg Winter (Manager)
Georg Winter (* 1941 in Hamburg) ist ein deutscher Manager und Umweltökonom. Er gilt als Begründer eines umweltgerechten Management-Ansatzes in Deutschland. Er wurde, neben anderen Würdigungen, 1995 mit dem Deutschen Umweltpreis der Deutschen Bundesstiftung Umwelt ausgezeichnet.

## Leben
Nach dem Abitur studierte Winter in Neuchâtel, Paris und Hamburg Jura und verfasste 1973 die Dissertation Zur Haftung der Gesellschafter im Konkurs der unterkapitalisierten GmbH. Bereits seit 1968 stand er als geschäftsführender Gesellschafter der Ernst Winter & Sohn Norderstedt GmbH & Co, einem Maschinenbauunternehmen, das sich im Besitz seiner Familie befand, vor. Schon zu Beginn seiner unternehmerischen Tätigkeit machte er den Umweltschutz zu einem seiner wichtigsten Anliegen. Er entwarf unter anderem das sogenannte Winter-Modell, in dem er Umweltstandards für Unternehmen definierte und diese als Geschäftsführer auch umsetzte. Winter wies Möglichkeiten auf, Umweltschutz in Produktentwicklung, Marketing und Materialbeschaffung zu integrieren und durchzusetzen (siehe auch Integrierte Produktpolitik). Sein Konzept der umweltorientierten Unternehmensführung (Ökologieorientierte Betriebswirtschaftslehre) gilt als erstes seiner Art weltweit und ist die Grundlage für die Nachhaltigkeitsstrategien vieler Unternehmen. 1985 veranlasste er den ersten baubiologischen Industriebau in Deutschland. Bereits 1984 hatte er den Bundesdeutschen Arbeitskreis für Umweltbewusstes Management (B.A.U.M. e.V.) ins Leben gerufen, ihm schlossen sich bis heute mehrere hundert Unternehmen an.
Im Jahr 1987 veröffentlichte er sein Buch „Das umweltbewußte Unternehmen“, das als Standardwerk für Umweltschutz in Unternehmen gilt und in dreizehn Sprachen übersetzt wurde. In allen Ländern war es das erste Buch zu diesem Thema. 1991 gründete er das Internationale Netzwerk für Umweltbewusstes Management (INEM), zu ihm gehören heute über 20 Unternehmensverbände für umweltbewusstes Management. 1995 wurde er für sein Engagement mit dem Deutschen Umweltpreis der Deutschen Bundesstiftung Umwelt ausgezeichnet.
In der Folge initiierte er das 1998 eröffnete Haus der Zukunft, ein Projekt, das verschiedenen gemeinnützigen Organisationen Raum bietet, die an der Schnittstelle zwischen Wirtschaft und Umweltschutz tätig sind. Seit 2002 engagiert sich Winter auch für die Initiative SMALL (Sustainable Management for All Local Leaders). In seiner Hamburger Heimat ist er in die Debatte um das Mühlenberger Loch involviert. Seit den 1970er Jahren verfasste Winter zahlreiche Beiträge zu umweltschonender und umweltbewusster wirtschaftlicher Betätigung. In Tokyo stellte er 1993 auf der International Conference on Eco-Management erstmals den Biokratie-Begriff vor,  den er zu einer internationalen Diskussion freigegeben hat.
Einem breiten Publikum wurde er allerdings am 30. September 2006 in der Unterhaltungsshow Wetten, dass..? bekannt, in welcher er als Wettkandidat mit Erfolg sieben selbstverfasste Zungenbrecher in einem Zeitlimit aufsagte, und Wettkönig wurde. Das Verfassen humoristischer Lyrik gibt Winter als ein Hobby an, obgleich er auch hier mit einigen Veröffentlichungen Erfolge erzielen konnte. Mit der Theaterwissenschaftlerin, Schauspielerin und Sprecherzieherin Dagmar Puchalla entwickelte er die Methode des Sprechsports, ein „sportives, spaßbringendes Sprechtraining“.

## Schriften

### Umweltschutz
- Das umweltbewußte Unternehmen. Ein Handbuch der Betriebsökologie mit 22 Check-Listen für die Praxis. Beck Verlag, München 1987, ISBN 3-406-32153-4.
- mit Jürgen Hopfmann (Hrsg.): Zukunftsstandort Deutschland. Das Programm der umweltbewussten Unternehmer. Droemer Knaur, 1997, ISBN 3-426-26939-2.
- als Hrsg.: Ökologische Unternehmensentwicklung. Management im dynamischen Umfeld. Springer Verlag, Berlin 1997, ISBN 3-540-61790-6.
- Georg Winter: Das umweltbewusste Unternehmen. Die Zukunft beginnt heute. Vahlen Verlag, München 1998, ISBN 3-406-32153-4.

### Lyrik
- Der Trödelbarde oder Die Schau der seltsamen Dinge. 1986.

### Weitere Titel
- Zungenbrecher. Wenn Papa Grappa schlabbert ... und andere Stolperverse. Goldmann Verlag, München 2007, ISBN 3-442-15460-X.
- Zungenbrecher. Hörbuch, Random House Audio, München 2006, ISBN 3-86604-473-9.
- Der Trödelbarde, Balladen. Hörbuch gelesen von Uwe Friedrichsen. Random House Audio, München 2007, ISBN 978-3-86604-700-6.
- mit Dagmar Puchalla: Sprechsport. Beltz, Weinheim 2011, ISBN 978-3-407-36506-4.